# Каваллари, Кристин
Кри́стин Эли́забет Кавалла́ри (англ. Kristin Elizabeth Cavallari; 5 января 1987, Денвер, Колорадо, США) — американская актриса.

## Личная жизнь
С 2013 по 2022 год Каваллари была замужем за футболистом Джеем Катлером. У бывших супругов есть трое детей: два сына, Кэмден Джек Катлер (род. 8 августа 2012) и Джексон Уайетт Катлер (род. 7 мая 2014), и дочь — Сейлор Джеймс Катлер (род. 23 ноября 2015).
27 ноября 2015 года брат Каваллари, Майкл Каваллари, пропал, а 10 декабря того же года он был найден мёртвым. Причиной смерти была названа гипотермия после автокатастрофы.

## Избранная фильмография
| Год  |   | Русское название                      | Оригинальное название     | Роль          |
| ---- | - | ------------------------------------- | ------------------------- | ------------- |
| 2006 | с | Вероника Марс                         | Veronica Mars             | Кайли Маркер  |
| 2008 | с | C.S.I.: Место преступления Нью-Йорк   | CSI: NY                   | Изабель Вон   |
| 2009 | ф | Весенний отрыв                        | Spring Breakdown          | Севен № 3     |
| 2009 | ф | Король вечеринок 3: Год первокурсника | Van Wilder: Freshman Year | Кэйтлин Хэйс  |
| 2011 | с | Бывает и хуже                         | The Middle                | Миссис Деверо |